# Husqvarna FF
Husqvarna FF – szwedzki klub piłkarski z Huskvarny, sponsorowany przez firmę Husqvarna.

## Historia
Klub powstał w 1987 z połączenia dwóch klubów: Husqvarna IF i Huskvarna Södra IS. Początkowo grał w trzeciej lidze, jednakże w 1998 zakończył sezon z 9 punktami przewagi nad Myresjö IF i awansował do drugiej ligi, jednakże po roku z niej spadł. W 2010 budynek klubowy został spalony w wyniku pożaru. W 2011 drużyna została zdegradowana do czwartej ligi, ale po roku wrócili na trzeci poziom rozgrywek. W 2013 awansowała do Superettan.